# Theonestos
Theonestos (* 4. Jahrhundert, unsicher: Griechenland; † 30. Oktober 425 in Altinum, Venetien) ist ein Heiliger der römisch-katholischen Kirche des frühen 4. Jahrhunderts. Sein Gedenktag ist der 30. Oktober.
Theonestos war Bischof von Philippi (Makedonien), wurde aus seiner Diözese von den Arianern vertrieben und unternahm eine Pilgerfahrt nach Rom. Anschließend ging er nach Mailand und erlitt den Märtyrertod in Altinum nordöstlich von Venedig. Sein Kult wird in Gedenken dieser Ereignisse besonders in  oberitalienischen Städten gepflegt. Um 710 ist Theonastos als Klosterpatron in Treviso bezeugt.
Die verlorengegangene Leidensgeschichte des Theonastos lag um 800 offenbar einem Mönch von Sankt Alban in Mainz vor. Dieser identifizierte in seinem Werk Theonestos mit dem Bischof Theonastus von Mainz. Nach der Mainzer Überlieferung wurde Theonastus dort gesteinigt. Hierher rührt die „Theonestos“-Legendenbildung am Mittelrhein.